# Flughafen Gafsa

i8
i11
i13
Der Flughafen Gafsa (französisch Aéroport international de Gafsa-Ksar, arabisch مطار قفصة قصر الدولي, DMG Maṭār Qafṣa Qaṣr ad-duwalī, Eigenbezeichnung Aéroport international de Gafsa-Ksar, IATA-Code: GAF, ICAO-Code: DTTF) ist ein Flughafen im Gouvernement Gafsa im Osten Tunesiens. Es liegt drei Kilometer nordöstlich der Stadt auf dem Gebiet der Gemeinde El Ksar und wurde 1999 in Betrieb genommen.

## Beschreibung
Der 50 Hektar große Flughafen beförderte 2005 9838 Passagiere. Es wurden staatliche Preismaßnahmen beschlossen, um die Entwicklung des Flughafengeschäfts zu fördern, das bis zum 13. Dezember 2008 von den Luftfahrtgebühren befreit war. Wie die überwiegende Mehrheit der tunesischen Flughäfen wird der Flughafen vom Amt für Zivilluftfahrt und Flughäfen betrieben.

## Fluggesellschaften und Flugziele
| Fluggesellschaft | Flugziele            | Terminal |
| ---------------- | -------------------- | -------- |
| Tunisair Express | Gabes, Tozeur, Tunis | 1        |